# Sonia Pottinger
Sonia Pottinger, OD (* 21. Juni 1931 in Saint Thomas Parish als Sonia Eloise Durrant; † 3. November 2010) war eine jamaikanische Reggae-Musikproduzentin. Sie war in den 1960ern die erste Frau, die in Jamaika als Musikproduzentin arbeitete und gilt als eine der erfolg- und einflussreichsten Frauen im jamaikanischen Musikgeschäft ihrer Zeit.

## Karriere
Pottinger eröffnete Mitte der 1960er Jahre in Kingston den Tip Top Record Shop. Pottinger war als Produzentin an Songs wie Every Night von Joe White (1966), The Whip von den Ethiopians (1967), That's Life von Delano Stewart (1968) und Marcia Griffiths’ Dreamland von 1976 beteiligt. Auch Aufnahmen von Judy Mowatt und Sister Carol wurden von ihr produziert und vieles davon wurde bei Pottingers Label High Note herausgebracht. 
In den 1970er Jahren war sie Produzentin von mehreren Alben der Band Culture sowie auch der ersten Plattenaufnahmen von Howard Barrett, der kurze Zeit später die Paragons gründete. Nach dem Tod von Duke Reid im Jahr 1975 übernahm sie dessen Studio Treasure Isle. Pottinger hatte stets ein Gespür dafür, gute Studiomusiker zu finden, so arbeitete sie u. a. mit Sly Dunbar, Robbie Shakespeare, Ernest Ranglin, Earl „Wire“ Lindo, Dean Fraser, Roland Alphonso und Count Ossie. Im Jahr 1985 zog sie sich aus dem Musikgeschäft zurück.
In Zusammenarbeit mit dem Heartbeat-Label erschien 1996 die Kompilation Reggae Songbirds: 17 Great Tracks From the High Note Label, darauf waren Songs verschiedener Musiker, die alle von Pottinger produziert wurden. Ebenfalls mit Heartbeat wurde Trod On herausgebracht, eine Kompilation von Stücken, die Pottinger für die drei Alben Harder Than the Rest, Cumbolo und International Herb von Culture produziert hatte.

## Produktionen (Auswahl)
- 1966: Every Night von Joe White & Chuck (Gay Feet)
- 1967: The Whip von The Ethiopians (Trojan Records)
- 1968: Swing and Dine von The Melodians (High Note)
- 1968: That’s Life von Delano Stewart (High Note)
- 1969: Doctor No Go (aka Boss Boss) von The Hippy Boys (High Note)
- 1980: Rat in the Centre von Archie & Lyn with The Revolutionaries (High Note)